# 크루아제트가

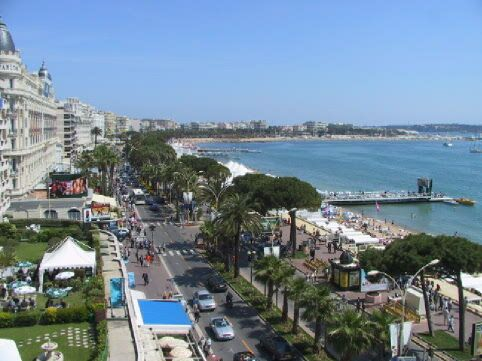

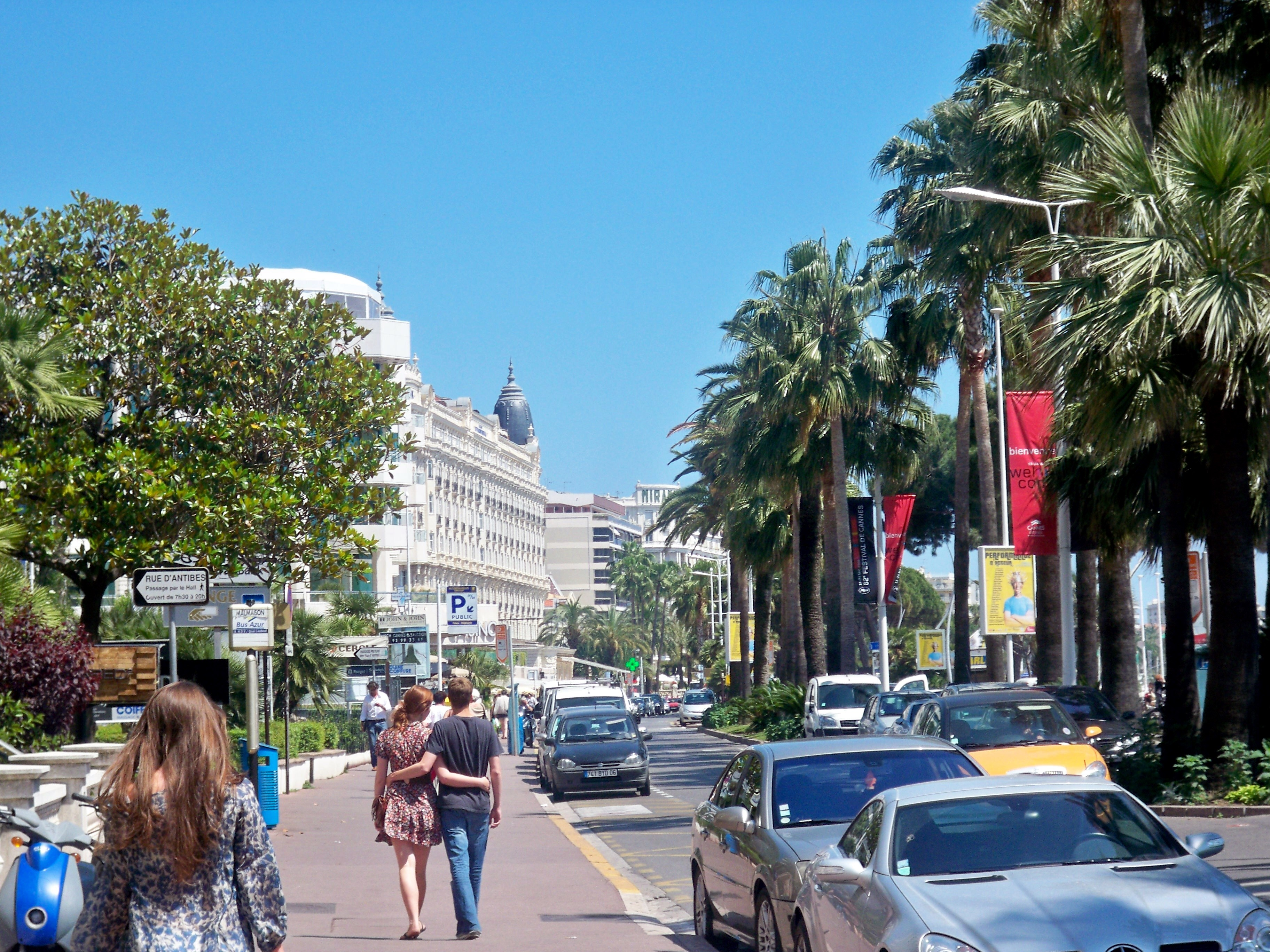

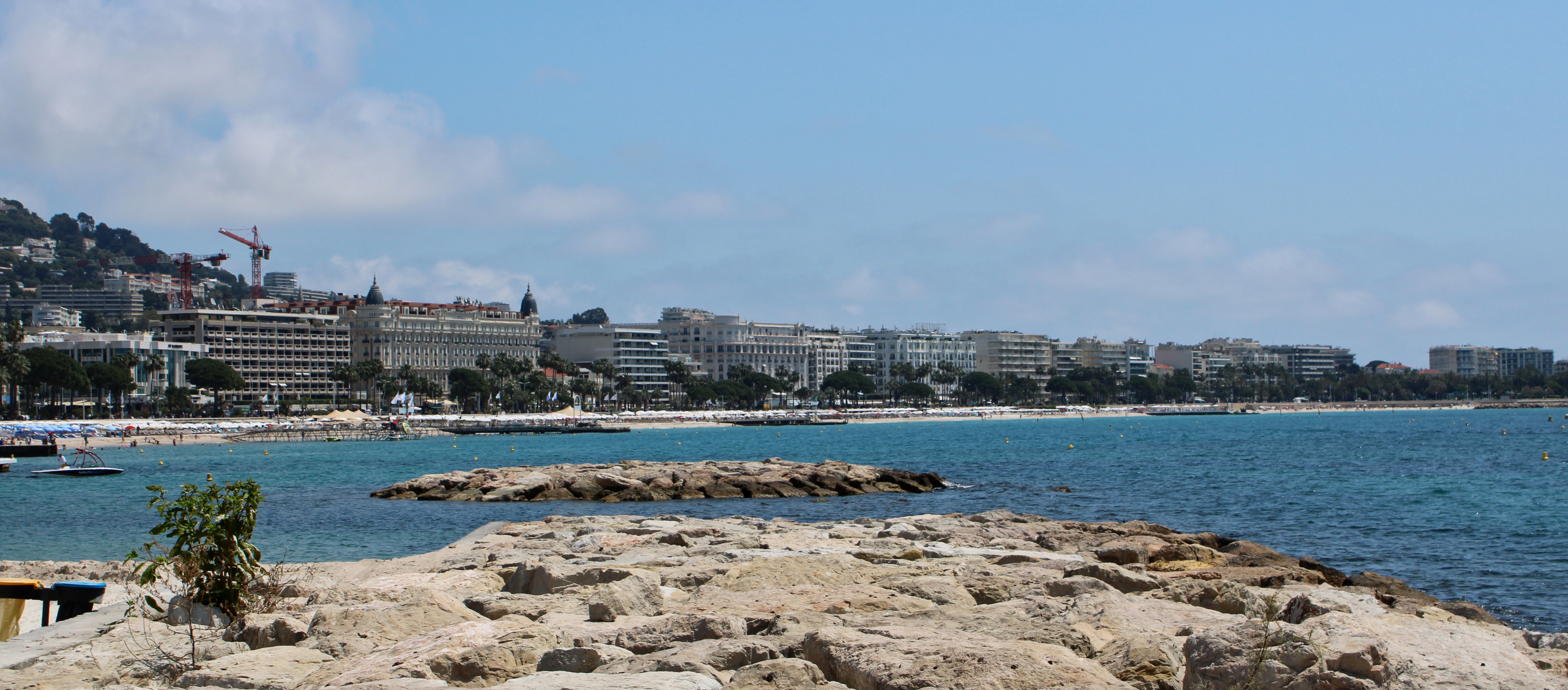

크루아제트가(크루아제트街, Promenade de la Croisette, Boulevard de la Croisette)는 프랑스 칸느에 있는 유명한 도로 이름이다. 지중해를 따라 2km 정도다. 길가에 크루아제트 건물에서는, 칸느 영화제가 개최되며, 또한 칼튼 호텔이 있다.